# Eleocharis papillosa
Eleocharis papillosa är en halvgräsart som beskrevs av Latz. Eleocharis papillosa ingår i släktet småsäv, och familjen halvgräs. Inga underarter finns listade i Catalogue of Life.